# Josep Maria Roglan i Andreu
Josep Maria Roglan i Andreu (Molins de Rei, 27 de novembre del 1946 - Molins de Rei, 8 de desembre del 2012 va ser un compositor i músic, d'ofici fuster. És recordat per la composició d'havaneres i, en especial, per La barca xica, una de les més interpretades.
A 26 anys començà a estudiar música amb els mestres Estela Serra (solfeig i piano) i Miquel Pongiluppi. Molt vinculat a l'"Agrupació Folklòrica" de Molins de Rei, en va dirigir la coral, i també portà els grups molinencs d'havaneres Els Llobarros del Llobregat, Els Pirates (entre 1992 i 1996) i Morralla (a partir del 2001, i d'on fou segon cantaire tenor).
Com a compositor, fou autor d'havaneres, sardanes i peces de cant coral. De les 26 sardanes que se n'hi registren, un terç són revesses, una especialitat que conreà amb dedicació.
El 24 de setembre del 2014, l'Ajuntament de Molins de Rei el va declarar Fill Predilecte a títol pòstum.

## Obres
- Miquel i Montserrat (1986), música per al ball dels gegants homònims de Molins de Rei
- Himne del Centre Excursionista Molins de Rei (1981), lletra d'Enric Solà i Mira. Dedicat al CEM, entitat d'on en fou soci actiu durant més de cinquanta anys.

### Havaneres
- Bany de lluna (2011), amb lletra d'Isabel Mitats i Mestres, primer premi del concurs de composició d'havaneres de Sant Pol de Mar, enregistrada[disc 1]
- La barca de fusta, amb lletra de Rafael Llop i Casanovas
- La barca xica (1994), amb lletra de R. Llop, enregistrada per Les Anxovetes, Grup Bergantí, Port-Bo, Veles i Vents, Cavall Bernat, i molts altres grups d'havaneres[disc 2]
- Cançó d'amor i de mar, amb lletra de Joan Asensi i Barberà
- Una casa vora el mar, lletra de J. Asensi
- Un conte de pescadors, amb lletra de Lluís Pascual
- Els curanderus del Llobregat, lletra i música de J.M. Roglan
- En las velas de mi barco, amb lletra de Jesús Ballaz Zabalza
- En tres peus, valset mariner amb lletra de Carles Teixidó
- L'encís de Calella, lletra de Ruth Domingo enregistrada
- Hi havia una vegada, lletra de Carles Casanovas, enregistrada[disc 3]
- Maria del Mar (1989), amb lletra de J. Asensi, enregistrada
- Mariner d'un altre mar, amb lletra de Jaume Romeu i Vives, enregistrada
- Niebla, lletra i música de J.M. Roglan
- El noi de les xarxes, lletra de R. Llop
- La noia del peix (2007), lletra de C. Teixidó, enregistrada[disc 4]
- Palamós, amb lletra de J. Asensi
- Potser serà demà, lletra i música de J.M. Roglan
- Records, lletra de Narcisa Oliver
- També dormen els rems, lletra d'Antònia Abante
- Tramuntana, lletra de C. Teixidó[6]

### Sardanes (selecció)
- Un cant a Molins de Rei, primera sardana
- Concert de tardor, enregistrada[disc 5]
- Dalt l'esvelt Monteixo (1981), tercer premi Joaquim Serra, enregistrada
- Explorant, amb lletra de Maria Serrat, enregistrada pel grup "Marinada"
- La festa de Falgars, enregistrada
- Gratitud, enregistrada
- Illes Formigues, lletra de C. Teixidó, enregistrada
- Mariona (1984), primer accèssit al concurs de la Unió de Colles Sardanistes
- Molins de Rei, ciutat gegantera (1988), enregistrada[disc 6]
- Perseverança (1980), dedicada als 150 anys de la fira de Molins de Rei, enregistrada al disc commemoratiu
- Sardanistes molinencs (1980)
- Instrumentació de la sardana Dona'm la mà (1998), d'Antònia Vilàs
- Sardanes revesses: L'alcalde Garrofa; Una cuca de llum; Els curts molt curts; D'allò més pelut; La Maria Àngels és més llarga; Quina botifarra!; Quins nassos!; Revessa número 12; Sóc tot orelles[4]

### Enregistraments
Selecció
1. ↑  Grup Morralla. Bany de Lluna.  Barcelona: Audiovisuals de Sarrià, 2011. ref. 5.2276.[Enllaç no actiu]
2. ↑  Grup Bergantí. Mar de bonança.  Girona: Estudi 44.1, 2001. ref. 44.1-01022-CD.[Enllaç no actiu]
3. ↑  Port Bo. A mar oberta.  Barcelona: Picap, 2012. ref 91.1102.[Enllaç no actiu]
4. ↑  Grup Morralla. La noia del peix.  Barcelona: Audiovisuals de Sarrià, 2007. ref. 5.2069.[Enllaç no actiu]
5. ↑  Cobla Els Montgrins. Molins de Rei, Ciutat Pubilla de la Sardana 2005.  Barcelona: DiscMedi, 2005. ref. DM 1175-02.[Enllaç no actiu]
6. ↑  Cobla Sant Jordi. 150 anys de Fira, Sardanes de la Vila de Molins de Rei.  Barcelona: Audiovisuals de Sarrià, 2001. ref. AVS 5.1739.[Enllaç no actiu]